# Barbus castrasibutum
Barbus castrasibutum és una espècie de peix cipriniforme de la família dels ciprínids.

## Morfologia
Els mascles poden assolir els 5,7 cm de longitud total.

## Distribució geogràfica
Es troba a Àfrica (riu Ubangui).